# Liste des accidents ferroviaires en France en 1923
Pour des articles plus généraux, voir Liste des accidents ferroviaires en France, Liste des accidents ferroviaires en France au XXe siècle et Liste des accidents ferroviaires en France dans les années 1920.
La liste des accidents ferroviaires en France en 1923 est une liste non exhaustive, chronologique par mois.

## Janvier
- 17 janvier 1923 - Vers 20 heures, non loin de la gare de Taillebourg, sur la ligne Nantes-Bordeaux, la rupture d'un rail provoque le déraillement d'un omnibus Nantes-Saintes, dont le fourgon de tête et les neuf voitures se renversent et se télescopent. L'accident fait deux morts et cinq blessés[1].

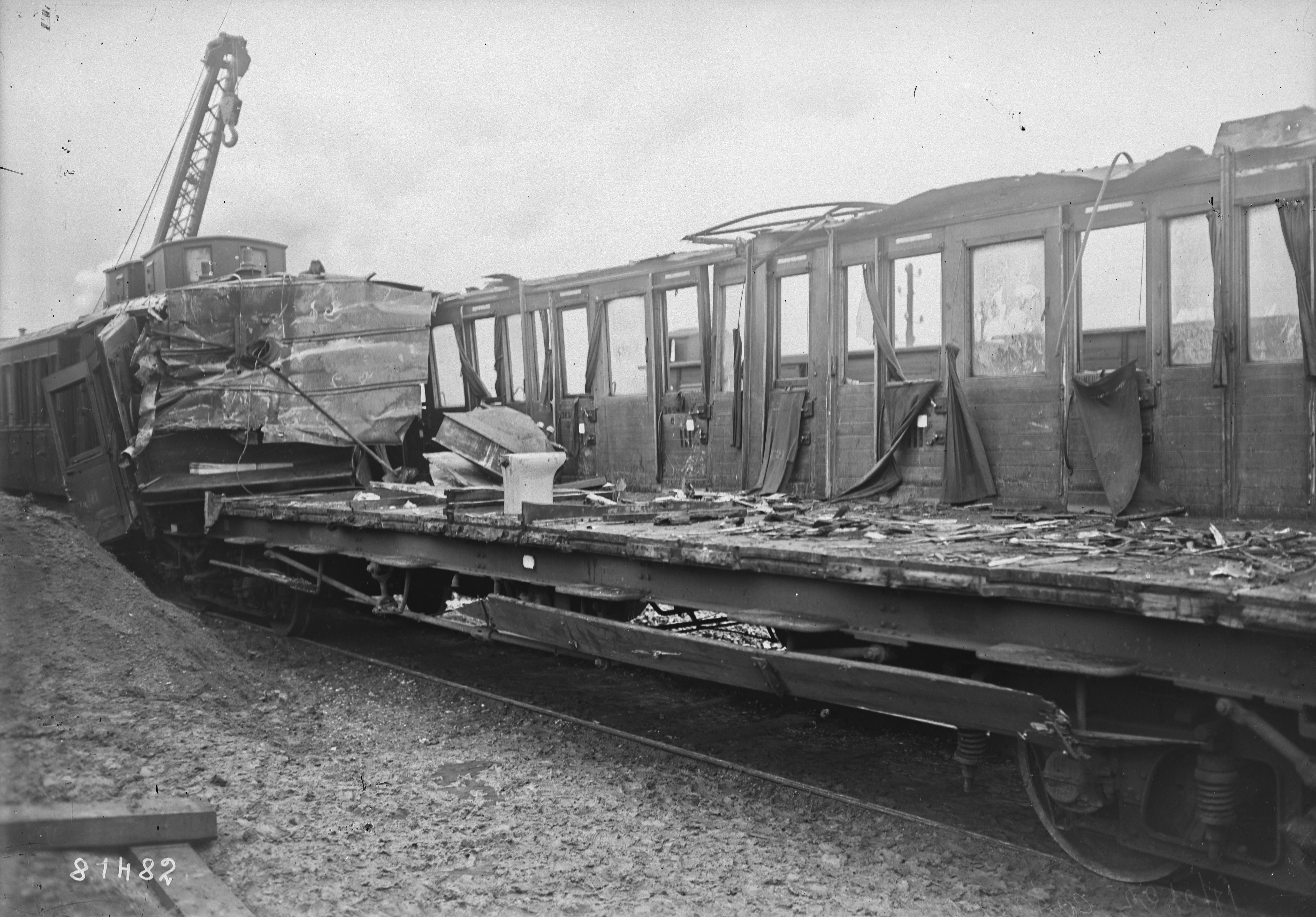
Voiture détruite dans l'accident de Port-à-Binson le 18/2/1923.

## Février
- 18 février 1923 - Sur la ligne Paris-Strasbourg, vers 19 heures, en gare de Port-à-Binson, un train de marchandises trop long pour la voie de garage disponible est encore en manœuvre lorsque survient le rapide Paris-Strasbourg, qui le prend en écharpe. La locomotive se couche, le fourgon et les deux premières voitures du convoi la télescopent et sont disloquées. L'accident fera treize morts et trente-cinq blessés[2].

## Juillet
- 8 juillet 1923 - Sur la ligne d'Aillevillers à Port-d'Atelier-Amance, près de la halte de Mersuay, vers 2 heures, un train de marchandises déraille par suite de la dilatation des rails sous l'effet de la chaleur. Deux wagons sont écrasés, le conducteur[a] de queue est tué, trois autres cheminots sont blessés[3].

## Septembre
- 12 septembre 1923 - Sur la ligne des Sables-d'Olonne à Tours, entre les gares de Pouzauges et de Saint-Mesmin-le-Vieux, l'express Les-Sables-d'Olonne-Paris déraille vers 21 heures 45, semble-t-il à cause de la dilatation de la voie sous l'effet de la chaleur. Quatre voitures sont renversées. On en tirera trois morts et, selon les sources, vingt-six blessés[4], ou vingt-trois blessés[5]
- 16 septembre 1923 - Peu après Montbéliard, sur la ligne Besançon-Belfort, vers 17 heures 30, le passage à niveau de Voujeaucourt est resté ouvert lors de l'arrivée d'un express venant de Belfort, qui pulvérise à la fois une charrette de paille, dont le conducteur est indemne, et une automobile, dont les trois occupants sont tués[6].
- 30 septembre 1923 - Sur la ligne Saint-Omer-Berguette-[7] de l'ancien réseau de la Compagnie des chemins de fer du Nord-Est, exploité par la Compagnie des chemins de fer du Nord, vers 19 heures 30, près de la gare de Laventie, à la suite d'une erreur d'aiguillage, un train de voyageurs venant de Saint-Omer tamponne l'arrière d'un train de marchandises à l'arrêt. Le fourgon de tête et la première voiture se disloquent contre la locomotive renversée. L'accident fera deux morts et une vingtaine de blessés[8].

## Octobre
- 11 octobre 1923 - Sur la ligne Le Havre-Paris, après la gare de Maromme, peu avant l'entrée en gare de Rouen-Rive-Droite, alors qu'une voie unique temporaire a été établie dans le tunnel Saint-Maur en travaux, un train de marchandises de cinquante-quatre wagons venant de Dieppe est aiguillé par erreur sur le tronçon momentanément hors service, dépourvu de rails. La machine s'enfonce dans le ballast, et le tender, cédant sous le poids du convoi, écrase le mécanicien et le chauffeur[9].